# Fidula-Verlag
Die Fidula-Verlag Holzmeister GmbH ist ein Musikverlag, der sich auf Publikationen für Musik- und Tanzpädagogen spezialisiert hat. Sitz des Familienunternehmens ist Emmelshausen im Hunsrück. Schwerpunkte des Programms sind Bücher, Noten und CDs mit Kinderliedern sowie Tänzen für jung und alt, musikpädagogische Fachbücher, Chorliteratur, Schul-Musicals und Klassenmusizieren.

## Kurzbeschreibung
Fidula ist der lateinische Name für die Fidel, einer Verwandten der Violine, die leicht zu bauen und leicht zu spielen ist. Mit der Wahl dieses Namens verband und verbindet sich ein Programm.
Johannes Holzmeister gründete den Verlag 1948, wenige Jahre nach Ende des Zweiten Weltkriegs. Damals herrschte in Deutschland neben dem körperlichen ein geistiger Hunger, auch nach neuen Liedern. Diese erschienen – oft mit viel Humor – zur Gründungszeit des Verlages. Es ging um Lebensfreude (oft aus christlicher Sicht – im Gegensatz zu den „völkischen Ideen“ des Nationalsozialismus) und um europäische Völkerverständigung.
1961 begann Fidula mit Schallplattenproduktionen. Meist brachten sie Tänze für Erwachsene, Jugendliche und Kinder, Kinderlieder und geistliche Musik. Seit 1989 erscheinen CDs mit denselben und gleichen Inhalten, ebenso DVDs und Musicals.
Ein besonderer Teil der Verlagstradition ist die Fidula-Tagung, welche seit 1951 jährlich stattfindet. Sie bietet Lehrern und Erziehern Gelegenheit, neue Erfahrungen zu sammeln. Referenten geben eine Woche lang in Arbeitskreisen und Vorträgen, bei Chorsingen und geselligem Tanzen Anregungen für die musikalische Erziehung.

## Verlagsgeschichte

### Anfänge in Stuttgart
1948 gründete Johannes Holzmeister (* 1923) in Stuttgart-Sillenbuch den Fidula-Verlag. Er wollte an die Musikkultur vor der Zeit des Nationalsozialismus anknüpfen wie z. B. die Wandervogel-Bewegung und christliche Freizeiten und traf damit den Nerv von Menschen, die nach Jahren der politisch-kulturellen Fehlleitung das Interesse am Musizieren und Singen nicht verloren hatten.
Im Zeichen von Papierknappheit und rationierten Zuteilungen von der englischen Besatzungsmacht, sahen die ersten Veröffentlichungen klein aus und die Papierqualität war eher minderwertig. Holzmeister sammelte einen Kreis von Autoren um sich, animierte sie zu Neukompositionen und versah diese mit seinen eigenen Illustrationen und einem handgeschriebenen Notenbild. Seine Lebensfreude, Musikalität und Gläubigkeit spiegelten sich im verlegerischen Programm des Fidula-Verlages und prägten es noch weit über die ersten Tage hinaus. Seine Frau Lieselotte Holzmeister unterstützte die verlegerische Arbeit mit eigenen Texten zu Liedkompositionen und Übersetzungen von Volks- und Kinderliedern vorrangig aus Frankreich und anderen Ländern Europas. Mit ihr hatte er zwei Kinder, Mechthild und Georg. Der Sohn übernahm 1991 die verlegerische Alleinverantwortung.
- Zu den ersten Veröffentlichungen gehörte der Fidula-Almanach, ein jährlich erscheinender kleiner Taschenkalender, der für 50 Pfennig verkauft wurde und in der Hauptsache Kanons und Kantaten enthielt. Für Chöre wurden verbilligte Staffelpreise angeboten.

- Daneben vertrieb der Fidula-Verlag eine Vielzahl von Liedpostkarten mit unterschiedlicher Thematik.

- Die Fidel hieß die erste Liedblattreihe (1949 bis 1955). Sie brachte Kinderlieder, Weihnachtslieder, Französische Lieder, Liebeslieder und ähnliches. Die Liederblätter erschienen achtmal pro Jahr und wurden einzeln oder gebunden angeboten: als Jahrgangsband zum Preis von 3,90 DM broschiert oder 7,80 DM in Ganzleinen.

- Mosaik hieß die Liedblattreihe von 1956 bis 1990. Die Hefte hatten ebenfalls einen Umfang von 8 Seiten, voll von alten und neuen Liedern, Sätzen, Kanons oder kleinen Kantaten. Diese waren vielseitig verwendbar in Schule, Jugendkreis und für Offene Singen.

Als geselliger sowie sing- und tanzfreudiger Verleger, der gerne direkten Kontakt mit seinen Autoren und Kunden hatte und zu denen er oft freundschaftliche Verbindungen pflegte, lag es nahe, sich mindestens einmal jährlich in schöner Umgebung zu treffen. Aus diesem Gefühl heraus initiierte Johannes Holzmeister 1952 die erste Fidula-Tagung in Ochsenhausen. Bis heute ist die Tagung – im Juli oder August – ein festes Angebot an Lehrer, Erzieher und Dozenten.

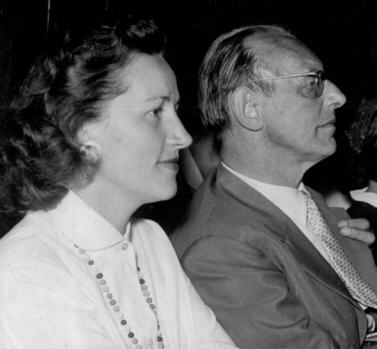
Carl Orff auf der Fidula-Tagung 1956 in Salzburg (neben Lieselotte Holzmeister)

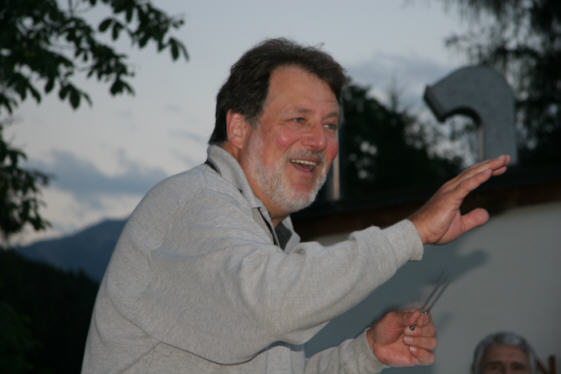
Werner Rizzi auf der Fidula-Tagung 2005 in Matrei am Brenner

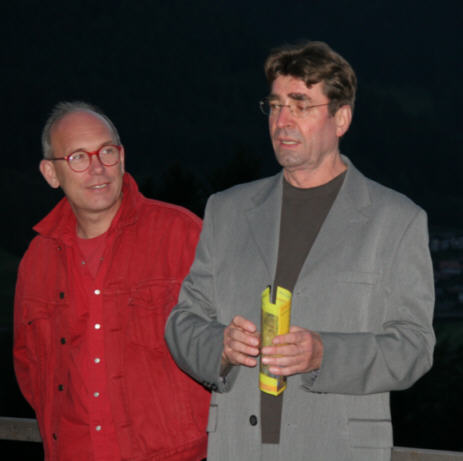
Georg Holzmeister auf der Fidula-Tagung 2005 (links daneben Michel Widmer)

### 1958 bis 1991 in Boppard und Salzburg
Mit dem Umzug nach Boppard-Buchenau zum 1. Oktober 1958 begann für den Verlag eine neue Ära. Der gewachsene Wohlstand hatte auch dazu geführt, dass in vielen Schulen, Vereinen und Gruppen Plattenspieler die Arbeit unterstützten. Johannes Holzmeister reagierte darauf mit Schallplattenproduktionen, die von Anfang der 60er Jahre bis heute bei Pallas in Diepholz hergestellt werden. 1961 erschien die erste Schallplatte „Lieder aus dem Zündschlüssel“ mit der Bestellnummer FF (FidulaFON) 1111.
Dazu schrieb die Deutsche Tagespost am 6. September 1963:
Auf seinem Sektor der Schulmusik, der verkündenden Musik, der Kantaten für Chor und kleines Orchester, der Musiksatire usw. ist der Fidula-Verlag in Boppard nicht ein Gernegroß, sondern ein rechter Herr geworden. Was hier an LPs vorliegt, muss man ernst nehmen, auch wenn Heiteres geboten wird wie im Falle der „Lieder aus dem Zündschlüssel“, dessen erstes, „Der Sitz-Boogie-Woogie“ von Hans Poser, ein echter Schlager, groß gelungen ist.
20 Jahre später, 1981, umfasste die FidulaFON-Liste über 100 verschiedene Schallplatten, zu denen oft noch Partituren oder Tanzbeschreibungen separat angeboten wurden. Ab Anfang der 80er Jahre wurden viele Musikstücke statt auf Schallplatte auf Musikkassette eingespielt, wiederum rund 10 Jahre später wurden die meisten Musikstücke nur noch auf CDs produziert.
1979 erschien zudem bei Fidula die erste Ausgabe der Zeitschrift musikpraxis für Lehrerinnen und Lehrer.

### 1991 bis 2017
Nach mehr als 40 Jahren verabschiedete sich der Verlagsgründer ganz aus der Geschäftsführung des Verlages und verblieb an seinem Wohnort Salzburg, wohin er bereits 1977 mit seiner Frau übersiedelt war. Er verstarb dort 2002, seine Frau bereits 1994. Sohn Georg Holzmeister (1947–2023) übernahm 1991 die alleinige Geschäftsführung; seit 1977 war er Mit-Geschäftsführer gewesen. 2012 übernahm seine Tochter Katharina Holzmeister die Geschäftsführung. Seit 1997 existiert auch ein Fidula-Internetshop.

### Seit 2017
Von 2017 bis 2021 hatte der Verlag seinen Sitz in Koblenz. Seit Anfang 2022 ist Emmelshausen im Rhein-Hunsrück-Kreis der Verlagssitz. Im Jahr 2024 erhielt der Fidula-Verlag als erster deutscher Musikverlag den renommierten Deutschen Verlagspreis.

## Verlagsprogramm
Bei Fidula gibt es über 1500 verschiedene Noten, Bücher und Tonträger in folgenden Kategorien:
- Liederbücher & Hörspiele (für Kinder, junge Leute und Erwachsene)
- Tänze (für Kinder, für jedes Alter, Tanzgeübte, Senioren und Behinderte)
- Musikpädagogik (Zeitschrift musikpraxis, Stimme und Rhythmus, Theater und Bühne, Klassenmusizieren, Vielfalt Musik, Spiele mit Musik)
- Instrumentalmusik (Klaviermusik, Instrumentalschulen, Stücke Rhythmusensembles und gemischte Ensembles)
- Schulmusicals (für Kindergarten, Grundschule und Sekundarstufe)
- Chormusik (Stimmicals & coole Grooves, Kinderchor, Chormusik für jede Gelegenheit)

Zudem erschienen bereits über 20 Reihenveröffentlichungen.

### Die Zeitschrift „musikpraxis“
Seit 1979 erscheint im Fidula-Verlag die Zeitschrift musikpraxis – Arbeitshilfen für Musik in Kindergarten und Grundschule. Hermann Große Jäger wurde bis 1997 mit der Herausgabe betraut. Seine insgesamt 76 erschienenen Hefte waren und sind gedacht als eine aus der Praxis entstandene und für die Praxis formulierte Unterstützung für Erzieherinnen und Lehrer. In den Folgejahren (ab 1998) übernahmen fünf Jahre lang Klaus Holthaus und Brigitte Schmitter-Wallenhorst die herausgeberische Verantwortung. Von 2003 bis 2023 leitete Werner Beidinger das Autorenteam, so lange wie kein anderer musikpraxis-Herausgeber vor ihm. Seit 2024 wird die Zeitschrift verlagsintern geleitet. 
Zur musikpraxis-„Philosophie“ (von Werner Beidinger, aus dem musikpraxis-Portrait in Heft 2/2007):
Keinesfalls darf man die spielerischen, emotional-bildhaften und körperbezogenen Ansätze bei Grundschulkindern auf Kosten einer ausschließlich kognitiven Ausrichtung vernachlässigen. Solche Kategorien kommen immer nur ergänzend hinzu, lösen bisher funktionierende Lernsysteme aber nicht ab. […]
Bestimmte Praxisimpulse aus unseren Beiträgen richten sich auch nicht speziell an eine festgelegte Altersgruppe. Oft versuchen wir durch Hinweise auf variantenreichen Umgang mit den Materialien, diese für unterschiedliche Zielgruppen anwendbar zu machen, oder aber die Umsetzbarkeit ist eher von den bisher gemachten Vorerfahrungen der Kinder denn vom Lebensalter abhängig. […]
Mit der gegenseitigen Durchdringung von Musik und Bewegung ist ein zentrales Grundprinzip moderner Musikpädagogik benannt, welches sowohl eine künstlerische als auch didaktische Dimension beinhaltet. […] Nicht ein Ausdrucksmedium fungiert als Diener des anderen, sondern beide Ausdrucksformen ermöglichen einen vielschichtigen Zugang zu einzelnen Themen und Parametern. […] Sie geben unterschiedlichen Lerntypen und Charakteren die Möglichkeit, sich schöpferisch-gestaltend einzubringen. […]
Wir bieten regelmäßig Einzelthemen aus der Musik- und Bewegungserziehung an, die besondere Materialien und Inhalte (Lieder, Verse, Tänze, Bewegungsspiele, Bilderbücher, Hörbeispiele oder Stimmbildungsübungen) ins Zentrum stellen. Parallel dazu haben und hatten wir einige Themen in Serie geschickt (z. B. Pentatonik, Instrumentenbau, InFlagranti: Musikgeschichte), die eine vertiefende Beschäftigung mit einigen Inhaltsbereichen ermöglichen. […]
Die musikpraxis wird ihren Fokus auch weiterhin auf lebendige Praxisbeispiele richten. Ein lustbetonter Umgang soll sowohl die Musikalisierung der Kinder unterstützen als auch kommunikative und kreative Fähigkeiten entwickeln helfen. Ich finde es weiterhin reizvoll, dass wir keine ausschließliche Kindergarten- oder Grundschulzeitschrift sind. Unsere Anregungen sollen überwiegend für beide Altersgruppen anwendbar bleiben, wenn auch die Herangehensweisen bzw. die Ebenen der Gestaltungsmöglichkeiten sich unterscheiden werden. […]

## Autoren bei Fidula
Zu den Autoren / Komponisten der ersten 25 Jahre gehören:
- Lieselotte Holzmeister, langjährige Text-Lektorin des Verlages und Autorin vieler Lied- und Kanontexte (gesammelt erschienen im Buch „Weit übers Land“)
- Hannes Hepp, Initiator der ersten Tanz-Schallplatten und Autor kurzer und leicht verständlicher Tanzbeschreibungen
- seine Schülerin Anneliese Gass-Tutt
- Wilhelm Keller, Autor der 5-bändigen musikpädagogischen Reihe „Ludi musici“ (1970–1990)
- Richard Rudolf Klein, Autor vieler Liedmelodien und leichter Instrumentalsätze, 40 Jahre lang freier Musik-Lektor des Verlages
- Felicitas Kukuck, Komponistin vieler Liedmelodien und leichter Instrumentalsätze, Kanons, kleiner Kantaten und Singspiele für Kinder
- Heinz Lemmermann, Komponist und Herausgeber der 5 Bände der „Zugabe“ (1968–2003)
- Hans-Günter Lenders, Arrangeur viele Fidula-CDs und Leiter des Kölner Kinderchors
- Heinz Maruhn: Autor von Tanzbeschreibungen, zuerst für Kinder, später für Senioren
- Hans Poser, Schöpfer bekannter Märchen- und Kinderlieder

Neuere Autoren sind u. a.: Tjark Baumann, Werner Beidinger, Yela Brodesser, Kurt Brüggemann, Verena Brunner, Susanne Cistecky, Hans-Werner Clasen, Knut Dembowski, Harald Denzel, Babette Dieterich, Verena Dotzler, Albrecht Drude, Swaantje Düsenberg, Martin Krüger-Düsenberg, Jörg Ehni, Ingrid Engel, Sandra Engelhardt, Gabriele Fehrs, Rodrigo Fernandez, Renate Fischer, Charlotte Fröhlich, Uli Führe, Daniel Giordani, Erwin Grosche, Michel Hepp (Sohn von Hannes Hepp), Wolfgang Hering, Hartmut E. Höfele, Thomas Holland-Moritz, Klaus Holthaus, Dietmar Jacobs, Martin J. Junker, Wieland Kleinbub, Rita Kirchwehm, Horst Klein, Julia Kolat, Alois Leenders, Regula Leupold, Stefan Lindner, Guido Lübeck, Herby Neumann, Gerhard A. Meyer, Waltraud Meusel, Ulrike Meyerholz, Benjamin Mgonzwa, Johanna Niegl (Tochter von Hans Poser), Corina Oosterveen, Cäcilia und Johannes Overbeck, José Posada, Werner Rizzi, Andreas Schmittberger, Andreas Schnermann, Mechthild von Schoenebeck, Martin Maria Schulte, Andrea Spengler, Wolfgang Spode, Christel Stolze-Zilm, Christoph Studer, Björn Tischler, Wilhelm Torkel, Markus Voigt, Eckart Vogel, Bettina Wallroth, Ute Walther, Katrin Weiher, Gerhard und Ulrike Weiler, Gabriele Westhoff, Manuela Widmer (Tochter von Wilhelm Keller), Michel Widmer, Christiane Wieblitz, Steffen Wulf-Henning, Jürgen Zimmermann.
Insgesamt hat Fidula bisher Werke von über 160 Autoren veröffentlicht.